# Deratizace

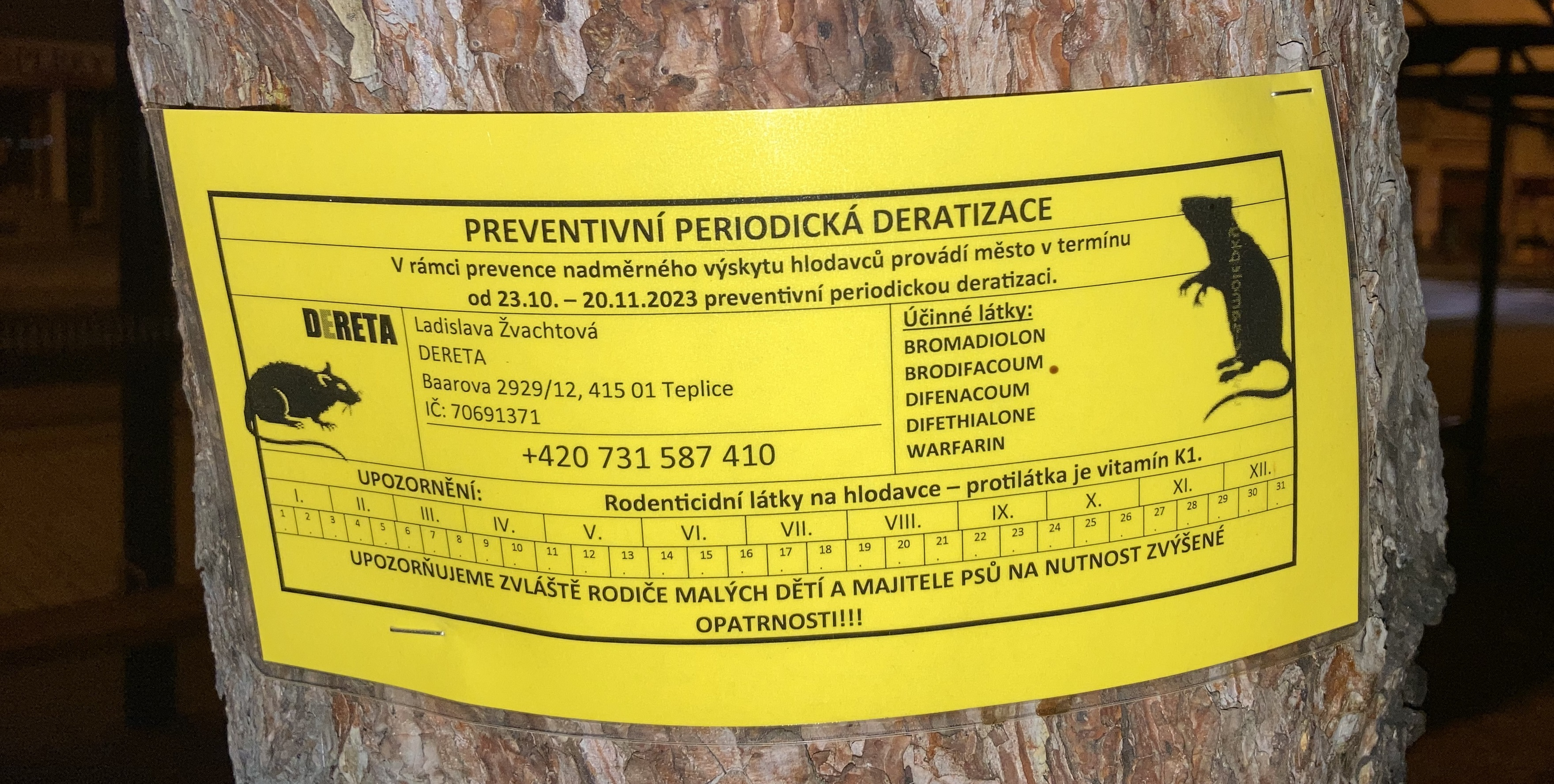
Informace o probíhající periodické deratizaci.

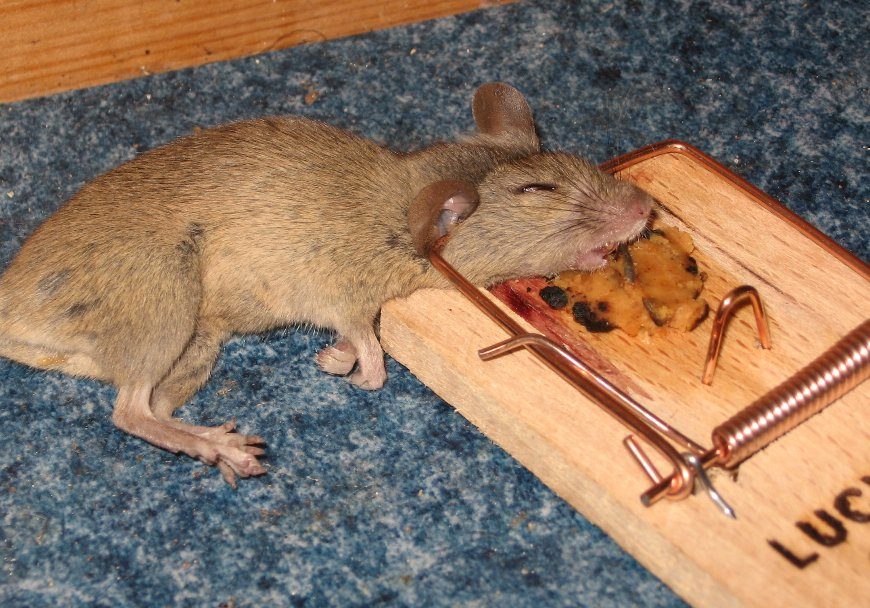
Myš v pasti – příklad mechanické deratizace.

Deratizace je proces likvidace krys a jiných myšovitých hlodavců (potkanů, myší, křečků) různými prostředky zejména ve skladech a prostorách obývaných, užívaných lidmi či hospodářskými zvířaty, méně pak ve volné přírodě. Deratizace se podle použitých prostředků dělí na mechanickou (užívající pasti na myši a podobné technické prostředky), chemickou (užívající jedy, nazývané rodenticidy), případně deratizaci dalšími metodami (rozšíření chorob mezi populaci hlodavců, eventuálně využití jejich přirozených nepřátel, např. koček).
Deratizace se provádí se za účelem ochrany lidského zdraví a zabránění ekonomickým škodám. Pravidelné provádění slouží jako prevence v zajištění objektů proti vnikání hlodavců, znemožnění jejich zahnízdění, odstranění zdrojů potravy a především zabránění vzniku a šíření infekčních nemocí lidí.
Rozdělení procesu deratizace z hlediska rozsahu a četnosti provádění:
- Jednorázová ohnisková
v místech největšího výskytu hlodavců (domácnosti, sklepy bytů, rodinné domy, jednotlivé provozovny, sezónní vlivy). Během několika dní se účinek projeví, je však krátkodobý.
- Pravidelná ohnisková
ochrana objektů v různých pravidelných cyklech, např. dvakrát ročně – jaro, podzim, u zemědělských a potravinářských zařízení čtyřikrát do roka se zpětnou kontrolou a doplněním nástrah.
- Celoplošná
ochrana většího území (město, obec, sídliště, průmyslové a skladové areály). Nejvhodnější obdobím k provádění je jaro a podzim. Deratizace obvykle vyžaduje spolupráci místního správce kanalizační sítě.

## Likvidace nežádoucích hlodavců
Nejčastější škody způsobují škůdci ze skupiny hlodavců. Není však jednoduché zprvu rozpoznat přesného původce, jsou vidět až důsledky jeho „práce“. Hlodavce lze nejlépe rozpoznat až podle trusu. Při neřešení a odkládání toliko potřebné deratizace mohou dosáhnout důsledky fatálních rozměrů.
| Škůdce                                 | Trus | Škody | Likvidace |
| -------------------------------------- | --- | --- | --- |
| Potkan (Rattus norvegicus)             | barva šedohnědá, oválný tvar, konce jsou tupé, délka 2 cm, šířka 0,5 cm                                     | poškození potravin okusem, šíření choroboplodných zárodků, přenášení a způsobení Weilovy žloutenky, leptospirozy, moru, tularémie, listeriózy | zamezení přístupu ke zdrojům potravy, systematické pokládání deratizačních boxů s nástrahou, či fumigace (plynování), nástrahu je nutné po cca 6 dnech doplnit |
| Myš domácí (Mus musculus)              | barva černá, délka 3–8 mm, šířka 1–3 mm, trus rychle tvrdne                                                 | poškození potravin okusem – typický „myší“ zápach, šíření choroboplodných zárodků, šíření leptospirózy, salmonelózy, tularémie | zamezení přístupů do obytných prostor, omezení zdrojů potravy, položení deratizačních boxů a nástrah + pravidelné doplňování nástrah či fumigace. |
| Krysa obecná (Rattus rattus)           | oválný vřetenovitý tvar, konce jsou tupé, délka 1 cm, šířka 0,3 cm                                          | škody vzniklé okusováním, znehodnocení zásob potravin, přenášení choroboplodných zárodků | omezení zdrojů potravy a přístupových cest, systematické položení deratizačních boxů s potravinovou nástrahou + doplňování nástrahy, ošetření venkovní zóny |
| Hraboš polní (Microtus arvalis Pallas) | barva zelenavá, délka 4–8 mm, šířka 2 mm, výskyt v blízkosti nor a místa příjmu potravy (potravní zastávka) | velké škody okusem na polích a podhrabáváním trávníku na pastvinách, okusem na kůře na patě mladých stromů, škody ve stodolách a krechtech se skladovanou řepou, velké škody okusem na polích a podhrabáváním trávníku na pastvinách bramborami, po kousnutí přenos horečnatých onemocnění | vysazování aromatických rostlin, které hrabošům nevoní (afrikány, řebříček, česnek), použití různých zvukových zařízení chemické prostředky použít při větším výskytu škod, provádí se pak pomocí granulovaných látek, tzv. rodenticidů, a to před noru či přímo vkládáním do nory                             |
| Hryzec vodní (Arvicola terrestris)     | výskyt trusu na místech s podemletým břehem, kde tok vytváří naplaveniny                                    | velké škody v zvláště mladých sadech okusováním kořenů ovocných stromů, okusováním kořenů okrasných dřevin a zeleniny | umístění hrncovitých pastí pod vodou v blízkosti otvoru do nor tak, aby se hryzec nemohl dostat za ně, instalace zařízení vydávající nelibé pachy nebo zvuky, na souši umístit krtčí pasti u každého východu z nory, při masovém výskytu použití granulovaných nebo tabletových látek vkládaných přímo do nory |